# Faculté orientale de l'université de Saint-Pétersbourg

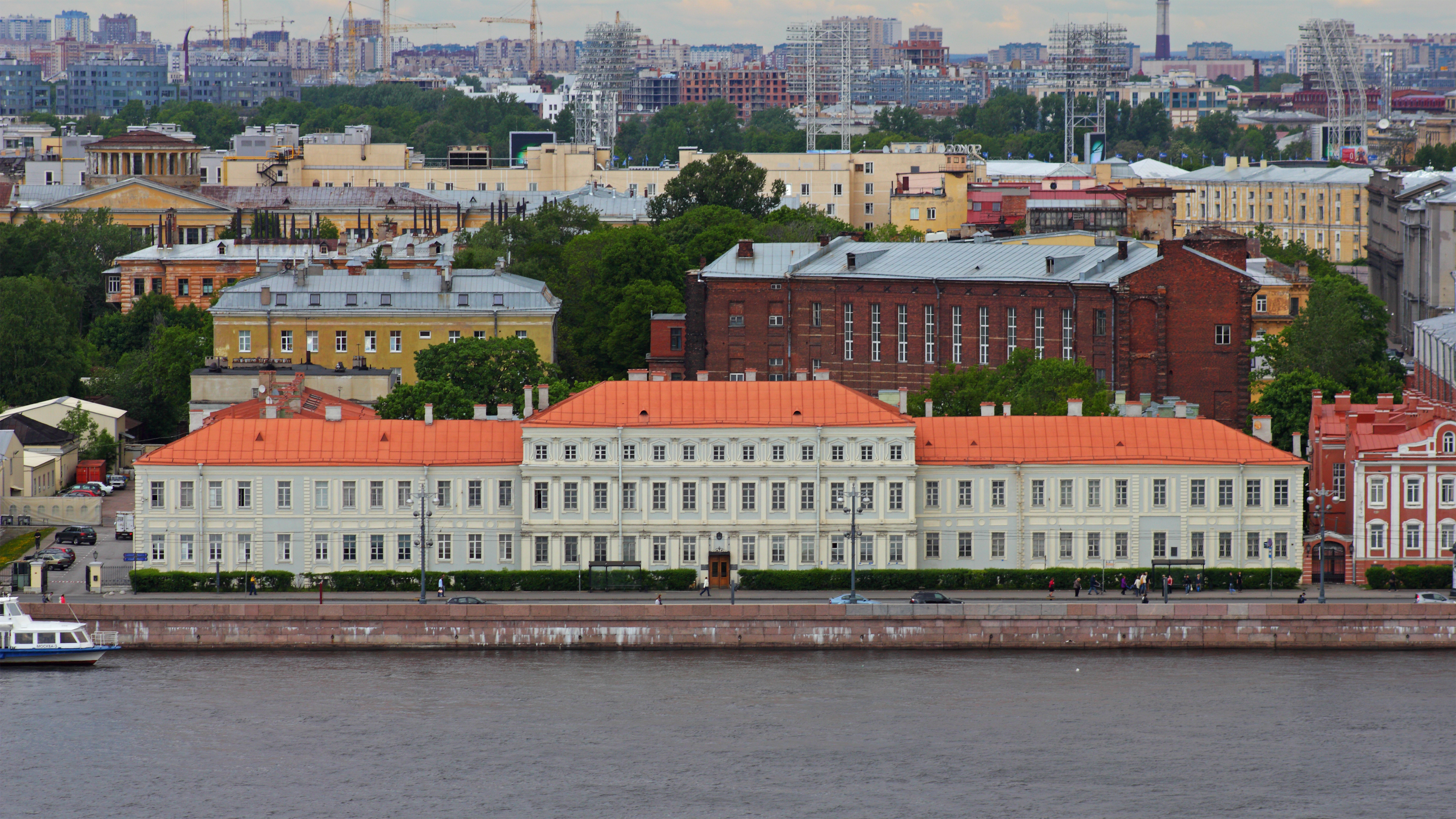
Vue des locaux universitaires

La faculté orientale (Восточный факультет Санкт-Петербургского государственного университета) est une faculté de l'université de Saint-Pétersbourg fondée par un oukaze de Nicolas Ier du 22 octobre 1854 et inaugurée en 1855, après la fermeture du département des lettres orientales de l'université de Kazan dont elle est l'héritière des archives. Elle se nomme au départ « faculté des langues orientales ». Elle est fermée en 1919 et les disciplines orientales sont étudiées dans diverses chaires des établissements d'histoire et de philologie de l'université. Elle renaît en 1944 sous le nom de faculté orientale de Léningrad et se trouve à l'île Vassilievski. Son doyen, depuis 2013, est le professeur Mikhaïl Piotrovski, islamologue et directeur du musée de l'Ermitage.
Sa devise est Ex oriente lux.

## Structure
La faculté est partagée en seize chaires:
- Philologie arabe
- Études africaines (africanistique)
- Philologie indienne
- Philologie iranienne
- Philologie de Corée et des pays d'Asie du Sud-Est
- Philologie chinoise
- Études mongoles et tibétologie
- Sémitologie et hébraïstique
- Philologie turque
- Études japonaises
- Histoire des pays du Moyen-Orient
- Histoire des pays d'Extrême-Orient
- Histoire de l'Orient ancien
- Asie centrale et Caucase
- Chaire de la théorie du développement commun des pays d'Asie et d'Afrique
- Chaire de la théorie et de la méthodologie de l'enseignement des langues et des cultures d'Asie et d'Afrique

## Langues enseignées
Les langues enseignées à la faculté orientale sont les suivantes : afrikaans, akkadien, amharique, arabe, avestique, awadhi, azéri, bambara, bengali, bradjbhakha, chinois, copte, coréen, dari, égyptien ancien, élamite, haoussa, hébreu biblique, hébreu moderne, indonésien, japonais, hindi, hittite, hourrite, javanais, kalmouk, kazakh, kirghiz, malais, malinké, mandchou, mandinka, mongol, oriya, ougaritique, ouïgour ancien, ourartéen, ourdou, ouzbek, pachto, pali, persan ancien, persan moyen, persan, prakrit, sanscrit, sumérien, swahili, tadjik, tagalog, tamoul, tchaghataï, telougou, tibétain, turc, turc ottoman, vietnamien, vieux-turc de l'Iénisseï, vieux-turc ottoman.

## Enseignants notables
- Vassili Barthold (1869-1930)
- Ilia Berezine (1818-1896), doyen de 1870 à 1873
- Alexandre Boldyrev (1909-1993), doyen de 1952 à 1953
- Vassili Grigoriev (1816-1881), doyen de 1874 à 1878
- Mirza Kazem-Bek (1802-1870), premier doyen de 1855 à 1859
- Vladimir Loukonine (1932-1984), iranologue et directeur du département oriental du musée de l'Ermitage
- Nicolas Marr (1865-1934), doyen de 1911 à 1919
- Alexandre Meerwarth (1884-1932)
- Sergueï Oldenburg (1863-1934)
- Joseph Orbeli (1887-1961), doyen de 1955 à 1960
- Alexandre Popov (1808-1865)
- Mikhaïl Piotrovski (1944-), doyen depuis octobre 2012
- Viktor von Rosen (1849-1908), doyen de 1893 à 1902
- Otto Rosenberg (1888-1919)
- Carl Salemann (1849-1916)
- Vassili Vassiliev (1818-1900), doyen de 1878 à 1893